# Municipio de Prairie (condado de Lonoke)
El municipio de Prairie (en inglés: Prairie Township) es un municipio ubicado en el condado de Lonoke en el estado estadounidense de Arkansas. En el año 2010 tenía una población de 416 habitantes y una densidad poblacional de 13,67 personas por km².

## Geografía
El municipio de Prairie se encuentra ubicado en las coordenadas 34°54′15″N 91°50′9″O / 34.90417, -91.83583. Según la Oficina del Censo de los Estados Unidos, el municipio tiene una superficie total de 30.42 km², de la cual 29,74 km² corresponden a tierra firme y (2,24 %) 0,68 km² es agua.

## Demografía
Según el censo de 2010, había 416 personas residiendo en el municipio de Prairie. La densidad de población era de 13,67 hab./km². De los 416 habitantes, el municipio de Prairie estaba compuesto por el 95,43 % blancos, el 0,48 % eran afroamericanos, el 0,48 % eran amerindios, el 3,37 % eran de otras razas y el 0,24 % eran de una mezcla de razas. Del total de la población el 5,53 % eran hispanos o latinos de cualquier raza.